# High Priestess of Soul
High Priestess of Soul è un album della cantante e pianista jazz Nina Simone pubblicato nel 1967. L'artista è accompagnata da una piccola orchestra diretta da Hal Mooney.

## Tracce
Lato A
1. Don't You Pay Then No Mind – 3:00 (Robert Scott, Richard Ahlert)
2. I'm Gonna Leave You – 2:17 (Rudy Stevenson)
3. Brown Eyed Handsome Man – 2:01 (Chuck Berry)
4. Keeper of the Flame – 3:20 (Charles Derringer)
5. The Gal from Joe's – 2:42 (Duke Ellington, Irving Mills)
6. Take Me to the Water – 2:49 (Nina Simone)
7. I'm Going Back Home – 2:47 (Rudy Stevenson)

Durata totale: 18:56
Lato B
1. I Hold No Grudge – 2:18 (Angelo Badalamenti, John Clifford)
2. Come Ye – 3:35 (Nina Simone)
3. He Ain't Comin' Home No More – 3:09 (Angelo Badalamenti, John Clifford)
4. Work Song – 3:04 (Nat Adderley, Oscar Brown Jr.)
5. I Love My Baby – 4:03 (Ady Stroud)

Durata totale: 16:09

## Musicisti
- Nina Simone - voce, pianoforte
- Hal Mooney - conduttore orchestra, arrangiamenti
- Personale orchestra e coro non noto